# Коаццоло
Коаццоло (італ. Coazzolo, п'єм. Coasseul) — муніципалітет в Італії, у регіоні П'ємонт,  провінція Асті.
Коаццоло розташоване на відстані близько 480 км на північний захід від Рима, 55 км на південний схід від Турина, 20 км на південь від Асті.
Населення — 305 осіб (2014).
Покровитель — San Siro.

## Демографія
Населення за роками:

Станом на 1 січня 2023 року в муніципалітеті офіційно проживали 32 іноземці з 10 країн, серед них 14 громадян країн Євросоюзу.

## Сусідні муніципалітети
- Кастаньоле-делле-Ланце
- Кастільйоне-Тінелла
- Манго
- Неїве
- Санто-Стефано-Бельбо